# 릴롱궤현

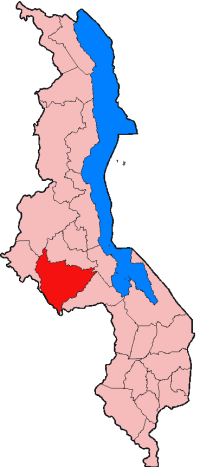
데자 현

릴롱궤현(Lilongwe District)는 말라위 중부 주에 위치한 현으로, 현도는 릴롱궤이며 면적은 6,159km2, 인구는 1,346,360명이다. 도와 현과 데자 현, 카숭구 현, 음친지 현과 인접해 있으며 모잠비크와 국경을 맞대고 있다.